# Asylpolitik der Europäischen Union
Die Asylpolitik der Europäischen Union bezeichnet die interne Politik der Europäischen Union im Bereich Asyl, subsidiärer Schutz und vorübergehender Schutz, mit der jedem Drittstaatsangehörigen, der internationalen Schutz benötigt, ein angemessener Status angeboten und die Einhaltung des Grundsatzes der Nicht-Zurückweisung gewährleistet werden soll. Diese Politik muss mit der Genfer Flüchtlingskonvention vom 28. Juli 1951 und dem Protokoll über die Rechtsstellung der Flüchtlinge vom 31. Januar 1967 sowie den anderen einschlägigen Verträgen im Einklang stehen (Art. 78 Abs. 1 AEUV).
Ein Gemeinsames Europäisches Asylsystem (GEAS) soll gemäß Art. 78 Abs. 2 AEUV umfassen:
- einen in der ganzen Union gültigen einheitlichen Asylstatus für Drittstaatsangehörige;
- einen einheitlichen subsidiären Schutzstatus für Drittstaatsangehörige, die keinen europäischen Asylstatus erhalten, aber internationalen Schutz benötigen;
- eine gemeinsame Regelung für den vorübergehenden Schutz von Vertriebenen im Falle eines Massenzustroms;
- gemeinsame Verfahren für die Gewährung und den Entzug des einheitlichen Asylstatus beziehungsweise des subsidiären Schutzstatus;
- Kriterien und Verfahren zur Bestimmung des Mitgliedstaats, der für die Prüfung eines Antrags auf Asyl oder subsidiären Schutz zuständig ist;
- Normen über die Aufnahmebedingungen von Personen, die Asyl oder subsidiären Schutz beantragen;
- Partnerschaft und Zusammenarbeit mit Drittländern zur Steuerung des Zustroms von Personen, die Asyl oder subsidiären beziehungsweise vorübergehenden Schutz beantragen.

Die europäische Asyl- und Migrationspolitik umfasst eine Integrierte Regelung für die politische Reaktion auf Krisen, eine Vereinheitlichung der Migrationspolitik in den Mitgliedstaaten, die Steuerung regulärer Migrationsbewegungen, die Seenotrettung durch die Europäische Agentur für die Grenz- und Küstenwache (Frontex) – vor allem auf den Hauptmigrationsrouten über das Mittelmeer – sowie die Bekämpfung der Schleusungskriminalität durch das bei Europol angesiedelte Europäische Zentrum zur Bekämpfung der Migrantenschleusung.
Der Rat der Europäischen Union spielt bei diesen Bemühungen eine besondere Rolle, indem er die strategischen Prioritäten vorgibt (Art. 68 AEUV).
Die Asylpolitik ist eine Angelegenheiten der geteilten Zuständigkeit (Art. 4 Abs. 2 lit. j AEUV), d. h. die Mitgliedstaaten können Gesetze erlassen und verbindliche Rechtsakte insoweit beschließen, als die EU ihre Zuständigkeit nicht ausübt bzw. entschieden hat, ihre eigene Zuständigkeit nicht mehr auszuüben. Die unterschiedliche Asylpolitik in den einzelnen Mitgliedstaaten wurde während der Flüchtlingskrise ab 2015 besonders deutlich.

## Begriff
Weder im AEUV noch in der Charta der Grundrechte der Europäischen Union werden die Begriffe „Asyl“ und „Flüchtling“ definiert, aber beide verweisen ausdrücklich auf das Genfer Abkommen und sein Protokoll.
Artikel 1a der Genfer Flüchtlingskonvention definiert einen „Flüchtling“ als Person, die

„… aus der begründeten Furcht vor Verfolgung wegen ihrer Rasse, Religion, Nationalität, Zugehörigkeit zu einer bestimmten sozialen Gruppe oder wegen ihrer politischen Überzeugung sich außerhalb des Landes befindet, dessen Staatsangehörigkeit sie besitzt, und den Schutz dieses Landes nicht in Anspruch nehmen kann oder wegen dieser Befürchtungen nicht in Anspruch nehmen will.“

Nach Art. 14 der Allgemeinen Erklärung der Menschenrechte  von 1948 hat jeder Mensch das Recht, in anderen Ländern vor Verfolgung Asyl zu suchen und zu genießen. „Asyl“ ist der Schutz für Personen, die ihr eigenes Land verlassen mussten, weil sie verfolgt werden.
Arbeitsmigranten sind begrifflich keine Flüchtlinge mit dem Recht, Asyl zu suchen.

## Geschichte der europäischen Asyl- und Flüchtlingspolitik

### 1957 bis 1999

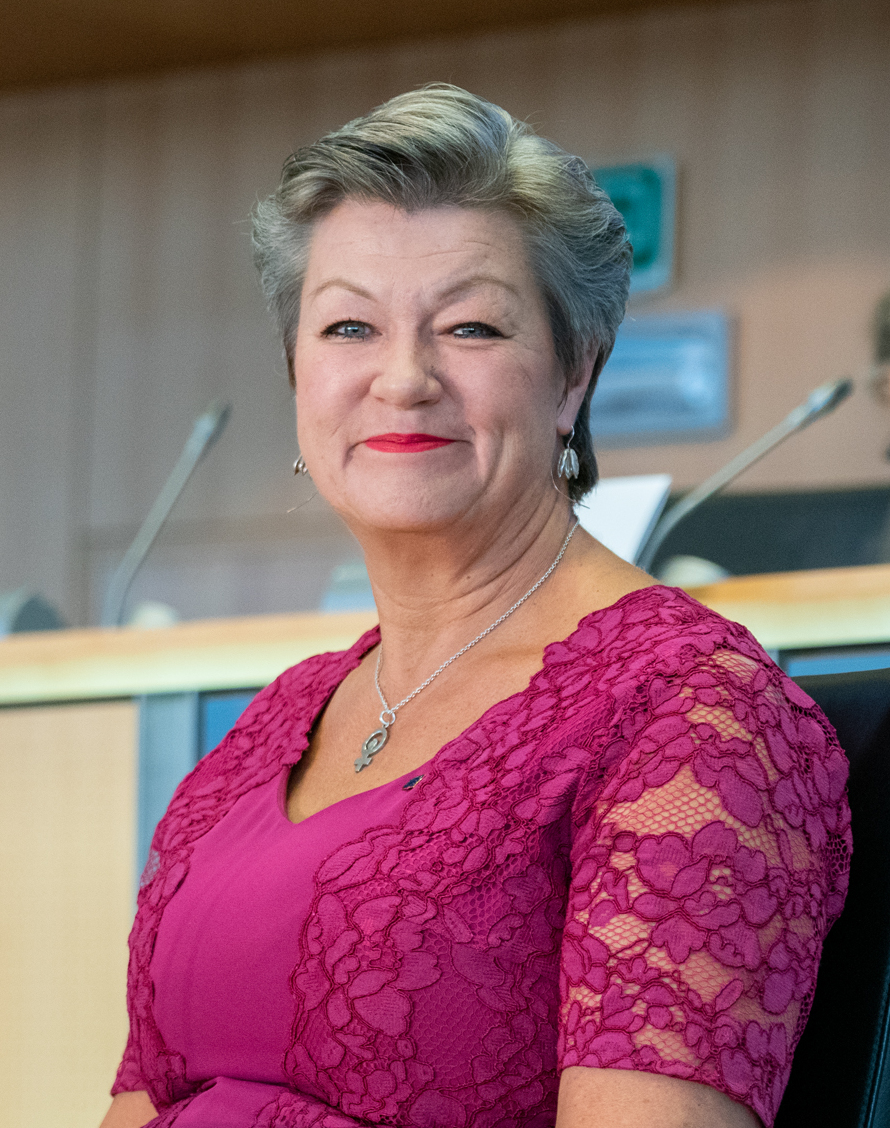
Ylva Johansson, seit 2019 als Kommissarin für Inneres zuständig für Asylfragen

Die Entwicklung einer europäischen Migrationspolitik ist eng mit der Geschichte der Europäischen Integration verknüpft.
Die Wurzeln der europäischen Asyl- und Flüchtlingspolitik stammen aus der Zeit der Römischen Verträge von 1957, auch wenn eine Harmonisierung der nationalen Asylpolitiken bzw. eine einheitliche Asylpolitik anfangs nicht vorgesehen war. Der Prozess der Entwicklung eines europäischen Binnenmarktes lief einher mit der ansatzweisen Vereinheitlichung der Asylpolitik.
Dabei wurden besonders große Fortschritte in den 1980er Jahren durch eine immer enger werdende polizeiliche Zusammenarbeit und letztlich durch das Schengener Übereinkommen von 1985 sowie durch die Europäische Akte von 1986 erzielt, da die Sicherheitsrisiken, die durch die Öffnung des Binnenmarktes entstanden, nur durch eine einheitlichere Politik kompensiert werden konnten. Der Maastrichter Vertrag 1992 wird als großer Fortschritt in Bezug auf die Asyl- und Flüchtlingspolitik gehandelt, da diese hier erstmals als „Angelegenheiten von gemeinsamem Interesse“ gehandelt werden. Da Entscheidungen in diesem Themenfeld einstimmig getroffen werden mussten, blieb die Entscheidungshoheit aber weiterhin bei den Mitgliedstaaten.
Die Entscheidungshoheit traten die Mitgliedstaaten aber 1997 im Zuge des Amsterdamer Vertrages, der am 1. Mai 1999 in Kraft trat, an die EU ab, da die Flüchtlings- und Asylpolitik von der dritten, intergouvernemental ausgerichteten, in die supranationale erste Säule transferiert wurden.
Durch die „stay in/opt out“-Regelung wurde einzelnen Mitgliedstaaten die Möglichkeit gegeben, die Änderungen nur teilweise (Irland, Großbritannien) oder überhaupt nicht (Dänemark) umzusetzen.
Am 1. September 1997 trat das am 15. Juni 1990 unterzeichnete Dubliner Übereinkommen in Kraft. Es wies unter anderem demjenigen Staat, in den der Asylbewerber nachweislich zuerst eingereist ist, die Zuständigkeit für das Asylverfahren zu.

### 1999 bis heute

#### Tampere-Programm (1999–2004)
Nach der Festlegung der rechtlichen Rahmenbedingungen zu einer gemeinsamen EU-Asylpolitik im Vertrag von Amsterdam beschloss der Europäische Rat im Oktober 1999 im finnischen Tampere das Tampere-Programm. Danach sollte die EU im Zusammenhang mit der Schaffung eines Raums der Freiheit, der Sicherheit und des Rechts in der Europäischen Union auch „eine gemeinsame Asyl- und Einwanderungspolitik entwickeln und dabei der Notwendigkeit einer konsequenten Kontrolle der Außengrenzen zur Beendung der illegalen Einwanderung und zur Bekämpfung derjenigen, die diese organisieren und damit zusammenhängende Delikte im Bereich der internationalen Kriminalität begehen, Rechnung tragen.“
In der Folge wurden im Bereich Asyl folgende Rechtsakte erlassen:
- Richtlinie 2001/55/EG (Massenzustrom-Richtlinie) anlässlich des Kosovokriegs. Diese Richtlinie wurde in Deutschland durch § 24 AufenthG umgesetzt und nach dem russischen Überfall auf die Ukraine 2022 zugunsten ukrainischer Flüchtlinge angewendet.[14]
- Richtlinie 2003/9/EG (Asylaufnahmerichtlinie)
- Richtlinie 2011/95/EU (Qualifikationsrichtlinie) mit Mindestnormen für die Anerkennung und den Status von Drittstaatsangehörigen oder Staatenlosen als Flüchtlinge
- Verordnung (EG) Nr. 343/2003 (Dublin II)
- Richtlinie 2005/85/EG, 2013 ersetzt durch Richtlinie 2013/32/EU (Asylverfahrensrichtlinie).

#### Haager Programm (2004–2009)
Mit dem Beschluss des Haager Programms 2004 entwickelte der Europäische Rat seine Innen- und Justizpolitik weiter. Es beinhaltete als wichtigste Ziele die Schaffung eines „Gemeinsamen europäischen Asylsystems“ bis zum Jahr 2010, die Steuerung legaler Zuwanderung, eine Lastenverteilung bei der Kontrolle der EU-Außengrenzen sowie Maßnahmen zur Bekämpfung des internationalen Terrorismus und der organisierten Kriminalität.
Das Grünbuch der EU-Kommission vom 6. Juni 2007 und ihr Strategiepapier vom 17. Juni 2008 verstärkten noch einmal den gesamteuropäischen Ansatz einer gemeinsamen Asyl- und Flüchtlingspolitik.

#### Stockholmer Programm (2010–2014)
Als Nachfolge des Haager Programms wurde das Stockholmer Programm für die Jahre 2010 bis 2014 aufgelegt. Abschnitt 6 behandelt Ein Europa der Verantwortung, der Solidarität und der Partnerschaft in Migrations- und Asylfragen.
Zusammen mit dem Vertrag von Lissabon sollte es die Entscheidungsverfahren in der Asyl- und Migrationspolitik verbessern und Kompetenzstreitigkeiten zwischen den europäischen Institutionen beenden.
Im Juni 2013, sechs Monate später als vom Stockholmer Programm vorgesehen, wurde das neue Gemeinsame Europäische Asylsystem beschlossen.
Bereits 2010 untersuchte die EU-Kommission die politischen, finanziellen, rechtlichen und praktischen Möglichkeiten einer Neuverteilung der Asylsuchenden zwischen den europäischen Ländern.

#### Seit 2015
Die hohe Asylzuwanderung 2015 und 2016 hat die EU und ihre Mitgliedstaaten vor große Herausforderungen gestellt, zentrale Streitfragen der gemeinsamen Asylpolitik konnten bislang aber nicht gelöst werden. Dazu zählen etwa die Diskussion um die Seenotrettung und die Verteilung von Schutzsuchenden auf die Mitgliedstaaten.
Im September 2020 legte die EU-Kommission einen Vorschlag zur Reform des europäischen Asylsystems vor („Neues Asyl- und Migrations-Paket“). Der auf drei Säulen gestützte Vorschlag sieht die Abschaffung der Dublin-III-Verordnung vor:
- Alle ankommenden Flüchtlinge sollen in Aufnahmezentren, die an den EU-Außengrenzen errichtet werden, eine Aufnahmeprozedur durchlaufen.
- Es sollen Mechanismen der Lastenteilung unter den EU-Mitgliedstaaten etabliert werden.
- Die Kooperation mit den Herkunfts- und Transitländern der Flüchtlinge soll verbessert werden.[25]

Der im Vorschlag enthaltene Mechanismus, ein Staat könne mittels „Rückführungspatenschaften“ (Return Sponsorship) – unter bestimmten Umständen – für einen anderen Staat die Abschiebung Ausreisepflichtiger durchführen, wurde in Deutschland zu einem Unwort des Jahres 2020 gewählt.

## Weitere Entwicklung

### 2016–2019: Maßnahmen zur Reduzierung der Flüchtlingszahlen
Nach Medienberichten forderten die EU-Staaten nach ihrem EU-Gipfel in Brüssel vom Februar 2016 in ihrer Abschlusserklärung „das Regime von Machthaber Baschar al-Assad und seine Alliierten auf, Angriffe auf moderate Oppositionsgruppen unverzüglich zu beenden“, da die Angriffe die Flüchtlingskrise verschärften und dem IS zugutekämen.
Um Rückführungen zu erleichtern nahmen die europäischen Innenminister am 13. Oktober 2016 einen Vorschlag der Europäischen Kommission an, ein einheitliches europäisches Reisedokument für die Rückkehr illegal aufhältiger Drittstaatsangehöriger einzuführen. Wenige Tage später wurde die diesbezügliche Verordnung (EU) 2016/1953 verkündet.
Im Juni 2016 beschloss der Rat der Europäischen Union, im Rahmen der Operation SOPHIA (früher EUNAVFOR MED) den Aufbau einer libyschen Küstenwache zu unterstützen. Nach Medienberichten belief sich die Zahl der von der EU für die Küstenwache ausgebildeten Libyer bis Mitte 2017 zunächst auf 100 Personen, und weitere 300 sollten folgen. Bezüglich einer Rückführung der Flüchtlinge nach Libyen durch die libysche Küstenwache erklärte die deutsche Bundesregierung mehrfach, dass das völkerrechtliche Non-Refoulement-Gebot auf diese Situation nicht anwendbar sei.
Im August 2017 erklärte die libysche Regierung ein Gebiet vor der Küste, das weit über die libyschen Hoheitsgewässer hinaus in internationales Gebiet reicht, zu einer „Search-and-Rescue-Zone“ (SAR-Zone) und forderte Hilfsorganisationen auf, diese Zone nicht anzusteuern.
Medien, internationale Organisationen und Nichtregierungsorganisationen prangern teils Verstrickungen zwischen Einheiten der Küstenwache und den Milizen, welche die Internierungslager der Einheitsregierung betreiben, teils auch mit Menschenschmugglern an.
Beim EU-Afrika-Gipfel Ende 2017 wurde eine Task Force aus Vertretern der EU, der Afrikanischen Union und der Vereinten Nationen gegründet, welche die humanitäre Situation von Flüchtlingen und Migranten in Afrika und vor allem Libyen verbessern soll:
- Zugang für internationale Hilfsorganisation zu Lagern, die unter der Libyschen Einheitsregierung stehen.
- Ausweitung der freiwilligen Rückkehr. Die Afrikanische Union erklärte sich bereit Rückführungen aus Libyen unbürokratisch zu organisieren.
- Verbesserter Informationsaustausch und Aufklärungskampagnen.
- Austausch legaler Migration nach Europa
- Unterstützung der Stabilisierungsbemühungen. Die EU und ihre Mitgliedstaaten vereinbarten den Europäischen Außeninvestitionsplan, der private Investitionen in Afrika zu unterstützen und fördern soll. Mit einem Fondsvolumen von 3,35 Milliarden Euro sollen bis zu 44 Milliarden Euro an Investitionen mobilisiert werden. Durch die Stärkung der afrikanischen Wirtschaft sollen afrikanische Jugendliche motiviert werden in ihren Heimatländern zu bleiben.

Die Rückführung soll wie folgt geschehen:
Das UN-Flüchtlingshilfswerk soll zunächst politisch Verfolgte und Arbeitsmigranten identifizieren. Politisch Verfolgte sollen zunächst in die Nachbarländer Niger und Tschad in Sicherheit gebracht werden und dann auf aufnahmewillige Länder verteilt werden. Arbeitsmigranten sollen unter der Verantwortung der Afrikanischen Union und mit Unterstützung durch die Internationale Organisation für Migration in ihre Herkunftsländer zurückkehren, wobei die EU Gelder zur Wiedereingliederungshilfe zur Verfügung stellt.
Weiterhin wurden legale Migrationskanäle für Arbeit und Ausbildung in EU-Staaten vereinbart. Der damalige Außenminister Sigmar Gabriel (SPD) sprach davon, jedes Jahr mehrere hunderttausend junge Afrikaner zur Ausbildung nach Europa zu holen. Bundeskanzlerin Angela Merkel (CDU) erklärte, dass sie nicht gleich in hunderttausenden denke und sich im Übrigen auf Zahlen nicht festlegen wolle.
Bis April 2018 wurden 20.000 Migranten mit EU-Geldern in ihre Heimatländer zurückgebracht. 137 Menschenhändler wurden festgenommen und der italienischen Justiz übergeben. Libysche Behörden haben inzwischen 20 der 53 Internierungslager geschlossen. EU-Länder nehmen im Rahmen des Umsiedlungsprogramms bis 2019 50.000 Migranten auf, Deutschland erklärte sich bereit, 10.000 Migranten zu übernehmen.
Im Juni 2019 einigte sich der Rat auf eine partielle Verhandlungsposition zur Rückführungsrichtlinie. Ziel war es, die Rückkehrverfahren zu beschleunigen, Untertauchen und Sekundärmigration zu verhindern und die Rückkehrquote zu erhöhen. Zugleich sollten die Grundrechte der Migranten, insbesondere der Grundsatz der Nichtzurückweisung, gewahrt werden.

### 2020–2021
Im Jahr 2020 trafen die EU-Staaten während der COVID-19-Pandemie sehr unterschiedliche Maßnahmen, darunter Grenzschließungen, die Aussetzung oder Einschränkung von Asylverfahren, die Verlegung von Flüchtlingen in andere Unterkünfte, zeitlich begrenzte Maßnahmen zur Sicherung des Zugangs zum Gesundheitssystem sowie Relocation-Maßnahmen für minderjährige Flüchtlinge. Integrationsprogramme und andere Bildungs- und Unterstützungsprogramme wurden teils unterbrochen oder eingeschränkt. Teils wurden Flüchtlinge für freiwillige Arbeiten eingesetzt.

Im September 2020 präsentierte die Europäische Kommission den Entwurf eines neuen Migrations- und Asylpakets zur Überwindung der langwierigen politischen Blockade in der europäischen Asylpolitik. Das Paket enthält sowohl schutzorientierte Elemente als auch restriktive Elemente. Zentrale Elemente sind die geplanten Vorprüfungen von Anträgen auf internationalen Schutz an den Außengrenzen und eine neue Aufteilung von Verantwortung und Lasten zwischen den Mitgliedstaaten, die nach dem Kommissionsvorschlag die Wahl zwischen der Aufnahme von Asylsuchenden und der Rückführung abgelehnter Antragsteller haben sollen. Im sogenannten Grenzverfahren soll dabei – ähnlich wie beim Flughafenverfahren – über Menschen aus sicheren Herkunfts- oder Einreiseländern entschieden werden können, ohne dass sie rechtlich Personen, die bereits eingereisten sind, gleichgestellt werden müssten. Das Grenzverfahren soll angewendet werden auf Menschen, die:
- aus einem Land mit niedrigen Anerkennungsquoten für internationalen Schutz stammen oder
- einen betrügerischen oder missbräuchlichen Antrag stellen oder
- eine Gefahr für die nationale Sicherheit darstellen.[45]

In Kommentaren und Stellungnahmen wurde auf das Risiko von Menschenrechtsverletzungen hingewiesen, das mit diesen Vorschlägen verbunden sei.
Angesichts der Entwicklungen im Herbst 2021 in zeitlichem Zusammenhang mit der Migrationskrise an der Grenze zwischen Belarus und der EU forderten Minister von zwölf EU-Mitgliedstaaten in einer gemeinsamen Erklärung vom 7. Oktober 2021 eine EU-Finanzierung für „physische Barrieren“ an den EU-Außengrenzen.

### Seit 2022

#### Russlands Überfall auf die Ukraine
Nach dem russischen Überfall auf die Ukraine beschloss die Europäische Union am 3. März 2022, für Flüchtlinge aus der Ukraine erstmals die Massenzustrom-Richtlinie anzuwenden. Diese war 2001 angesichts der Erfahrungen der Jugoslawienkriege geschaffen worden, um auf außergewöhnliche Lagen reagieren zu können, und gewährt den betroffenen Flüchtlingen vorübergehenden Schutz. EU-Innenkommissarin Ylva Johansson sprach von einer „historischen Entscheidung“.
Anfang Juni 2022 einigten sich die 27 EU-Innenminister auf einen Solidaritätsmechanismus zur Umverteilung von Flüchtlingen innerhalb der EU. So sollen 10.000 Menschen in andere Länder gebracht werden, die vor allem über das Mittelmeer nach Europa gekommen sind. Etwa 10 von 27 EU-Ländern zeigten sich aufnahmebereit.
Nach der Mobilmachung in Russland 2022 drängten einige EU-Mitgliedstaaten auf eine gemeinsame Linie für den Umgang mit russischen Kriegsdienstverweigerern; die politischen Positionen hierzu liegen jedoch weit auseinander. Die EU-Kommission wurde aufgefordert, die Leitlinien zur Visavergabe „unter Berücksichtigung der Sicherheitsbedenken der Mitgliedstaaten zu überprüfen, zu bewerten und gegebenenfalls zu aktualisieren“.

#### EU-Asylkompromiss 2023 und EU-Asylreform
Am 8. Juni 2023 beschlossen die Innenminister der EU eine deutliche Verschärfung der Asylgesetze („EU-Asylkompromiss“). Diese sieht unter anderem vor:
- Registrierung, Identitäts- und Asylprüfungen in großen gefängnisähnlichen[52] Asylzentren an den EU-Außengrenzen.[53]
- Asylantragsteller aus sicheren Herkunftsstaaten und aus Staaten mit einer durchschnittlich geringeren Anerkennungsquote von 20 Prozent sollen bei Ablehnung ihres Antrages direkt aus diesen Lagern abgeschoben werden. Dies soll innerhalb von sieben Tagen geschehen[54] und findet unter der „Fiktion der Nichteinreise“ statt,[55]
- Neben dem härteren Asylverfahren sollen jetzt auch alle EU-Länder in die Pflicht genommen werden. Die Aufnahme von Flüchtlingen ist künftig nicht mehr freiwillig; wer nicht genügend aufnimmt, soll zahlen.

Ungarn stimmte wegen der neuen Ausgleichszahlungen gegen den Plan, ebenso Polen, die Slowakei sowie teilweise Tschechien – die so genannte Visegrád-Gruppe tritt schon seit vielen Jahren gemeinsam dafür ein, deutlich weniger Flüchtlinge aufzunehmen. Abgesehen davon wurde die Reform nur von Bulgarien und Malta nicht unterstützt.
Die deutsche Bundesregierung hatte in den Verhandlungen die Position vertreten, dass Familien mit Kindern unter 18 Jahren sowie alle unbegleiteten Minderjährigen generell aus den vorgesehenen Asylverfahren an den EU-Grenzen auszunehmen wären. Mit dieser Ausnahmeregel konnte sich die deutsche Regierung aber nicht durchsetzen. Es wurde wie ursprünglich von der EU-Kommission geplant beschlossen, dass nur Familien mit Kindern unter 12 Jahren von einem Grenzverfahren zur Prüfung eines möglichen Asylanspruchs ausgenommen werden sollen und nur, sofern keine Sicherheitsbedenken bestehen.
In einem offenen Brief an die deutsche Bundesregierung kritisierten dutzende bekannte Persönlichkeiten die Reformpläne bereits im Vorhinein als die „massivsten EU-Asylrechtsverschärfungen jemals“. Auch Menschenrechtsorganisationen kritisierten die Beschlüsse scharf, bspw. Amnesty International.
Im Juli 2023 traf die EU ein Abkommen mit Tunesien, das eine Begrenzung der irregulären Migration über das Mittelmeer nach Europa vorsieht und Finanzhilfen für Tunesien in Aussicht stellt.
Am 17. August 2023 beschloss das polnische Parlament mit 234 von 451 Stimmen, parallel zur Parlamentswahl am 15. Oktober ein nicht bindendes Referendum über den EU-Asylkompromiss und drei weitere Themen abzuhalten. Die Fragestellung zum Asylkompromiss soll lauten: „Unterstützen Sie die Aufnahme von Tausenden illegaler Einwanderer aus dem Nahen Osten und Afrika nach dem von der europäischen Bürokratie auferlegten Mechanismus der verpflichtenden Aufnahme?“
Im Dezember 2023 verständigten sich das EU-Parlament und die EU-Mitgliedstaaten auf eine umfassende Reform der Asyl- und Migrationspolitik. Die geplante Reform soll unter anderem einheitliche Verfahren an den europäischen Außengrenzen und einen obligatorischen Solidaritätsmechanismus zwischen den Mitgliedstaaten beinhalten. Im April 2024 billigte das EU-Parlament den von Unterhändlern von Rat und Parlament ausgearbeiteten Kompromiss der EU-Asylreform; am 14. Mai 2024 nahm der Ministerrat die Neuregelung endgültig an. Sie tritt mit Veröffentlichung im Amtsblatt der Europäischen Union in Kraft, den Mitgliedstaaten bleiben anschließend zwei Jahre Zeit zur nationalen Umsetzung.
Die EU-Asylreform enthält folgende Verordnungen und Richtlinien: Verordnung über Asyl- und Migrationsmanagement, Verordnung zur Bewältigung von Krisensituationen und Situationen höherer Gewalt, neue Screening-Verordnung, neue Asylverfahrensverordnung, Eurodac-Verordnung, Anerkennungsverordnung, neue Richtlinie über Aufnahmebedingungen und den EU-Neuansiedlungsrahmen.

## Problemfelder

### EU-Verteilungsschlüssel
Bereits 2012 forderte das Europäische Parlament im Bericht über verstärkte EU-interne Solidarität im Asylbereich die Kommission auf, einen EU-weiten Verteilungsschlüssel für Asylsuchende einzuführen. Erst mit der Flüchtlingskrise wurde diese politische Forderung eines EU-Verteilungsschlüssels auch von nationalen Regierungen übernommen. Der Verteilungsschlüssel solle unter anderem die Bevölkerungszahl, die Wirtschaftskraft, individuelle Faktoren wie die Familienzusammenführung und Sprachkenntnisse berücksichtigen. In diese Richtung gehen die Vorschläge, welche EU-Migrationskommissar Dimitris Avramopoulos vorgestellt hat. Weitergehende Vorschläge gehen dahin, Flüchtlingen die Wahl des für ihr Asylverfahren zuständigen Staates selbst zu überlassen und lediglich die finanzielle Verantwortung nach einem geeigneten Schlüssel zwischen den Staaten aufzuteilen. Ein solcher Schritt würde eine zumindest teilweise Abkehr vom Dubliner Übereinkommen (aktuell Dublin-III) bedeuten.
Angesichts der Flüchtlingskrise kündigte die EU-Kommission Anfang September 2015 an, innerhalb weniger Tage einen Notfallplan bezüglich der Flüchtlinge aus Syrien, Eritrea und Afghanistan zu beschließen.
Eine Verteilung der Flüchtlinge auf freiwilliger Basis ist durch mehrere Mechanismen möglich. In Betracht kommen etwa eine Umsiedlung innerhalb der EU auf Basis des Absatz 3 des Art. 78 AEUV, Resettlement-Programme zur Steuerung der Einreise aus Drittstaaten sowie, nach qualifiziertem Mehrheitsbeschluss des Europäischen Rats, eine Aktivierung der Richtlinie 2001/55/EG (Massenzustrom-Richtlinie). Diese Mechanismen sehen jedoch keine Teilnahmeverpflichtung für die Mitgliedstaaten vor.

### Hotspots
Im Frühjahr 2015 schlug die Europäische Kommission im Rahmen ihrer Europäischen Agenda für Migration ein Konzept von Erstaufnahme- und Registrierungszentren vor, Hotspots (‚Brennpunkte‘) genannt.
Sie sollen vor allem in Griechenland und Italien eingerichtet werden. Zweck ist es, die ankommenden Flüchtlinge direkt an der EU-Außengrenze zu identifizieren, zu registrieren und ihre Fingerabdrücke abzunehmen. Sie sollen auf einer engen Zusammenarbeit des Europäischen Unterstützungsbüro für Asylfragen (EASO), der EU-Grenzagentur (Frontex), dem Europäischen Polizeiamt (Europol) und der EU-Agentur für justizielle Zusammenarbeit (Eurojust) mit den Behörden vor Ort beruhen. Ab diesen Zentren sollen dann die temporären Umverteilungs-Mechanismen greifen, wie sie die Kommission wiederholt vorgeschlagen hatte.
Auf dem EU-Sondergipfel am 23. September 2015 wurde vereinbart, bis Ende November 11 arbeitsfähige Hotspots – sechs in Italien, fünf in Griechenland – einzurichten. Drei erste Hotspots waren für die griechischen Inseln, die unmittelbar vor der türkischen Küste liegen, vorgesehen.
Obschon die Vorbereitungen vor Ort seit Juli 2015 liefen, waren bis Ende November erst zwei in Betrieb, in Lampedusa und in Lesbos.
Anfang 2016 wurden in Italien drei weitere Lager in Betrieb genommen (Pozzallo, Porto Empedocle, Trapani), Mitte 2016 ein weiteres (Taranto), aber Porto Empedocle war nicht mehr aktiv, wobei aber Anfang 2017 noch nicht alle 1500 Erstaufnahmeplätze betriebsfähig waren. Mitte 2017 wurde dann, auf Druck der EU und wegen der wieder zunehmenden Mittelmeerroute, von zusätzlich sechs neuen Lagern gesprochen.
Die in Betrieb befindlichen Hotspots Griechenlands dienen seit Frühjahr 2016 hauptsächlich der Umsetzung des EU-Türkei-Abkommens, insbesondere als Abschiebezentren für bestimmte Migranten in die Türkei.
Die Erstaufnahme-Hotspots sind:
| Italien (geplant 2200 Plätze): - Pozzallo, Sizilien (300 Plätze, ab Anfang 2016) - Porto Empedocle, Sizilien (300 Plätze, Anfang 2016, nur kurz in Betrieb) - Trapani, Sizilien (400 Plätze, ab Anfang 2016) - Lampedusa (politisch bei Sizilien; 500 Plätze, ab November 2015) - Augusta (300 Plätze, geplant) - Taranto (400 Plätze, ab Mitte 2016) Koordinationsstelle: Catania, Sizilien |  | Griechenland (geplant 7000 Plätze): - Samos (1200 Plätze, ab Februar 2016) - Moria, Lesbos (1200 Plätze, ab November 2015) - Chios (ca. 1100 Plätze, ab Februar 2016) - Kos (ab Juni 2016) - Leros (ca. 900 Plätze, ab Februar 2016) Koordinationsstelle: Piraeus |

### Sichere Wege nach Europa
Angesichts hoher Flüchtlingszahlen und vieler Todesopfer bei den Bootsflüchtlingen während der Überquerung des Mittelmeers wird der EU vielfach Untätigkeit in der Flüchtlingsfrage vorgeworfen. Einerseits wird eine bessere Seenotrettung verlangt, andererseits fordern humanitäre Organisationen sichere, reguläre Wege nach Europa. So schlug der Sprecher von Amnesty International Italien Gianni Rufini vor, in nordafrikanischen Städten Zentren einzurichten, von denen aus Asyl beantragt werden könne. Vergleichbare Konzepte stehen unter den Begriffen „Asylzentren“, „Auffanglager“ oder „Aufnahmezentren in Nordafrika“ bereits in der politischen Diskussion. Ein solcher Ansatz, der vom deutschen Innenminister Thomas de Maizière befürwortet, jedoch von den deutschen Parteien Bündnis 90/Die Grünen und Die Linke kritisiert wird, wurde im Frühjahr 2015 von der EU-Kommission geprüft. Die Entstehung riesiger Flüchtlingslager in Nordafrika wäre die mögliche Folge.
Eine Möglichkeit, außerhalb der Staatsgrenzen einen Asylantrag zu stellen, wurde bereits 2004 vom damaligen deutschen Innenminister Deutschlands Otto Schily vertreten, der den ursprünglich britischen Vorschlag aufgriff. Der Vorschlag wurde damals von der EU-Kommission abgelehnt. Eine derartige Möglichkeit ist von den EU-Staaten bisher auch nicht vorgesehen; die Schweiz kennt jedoch ein Visum aus humanitären Gründen (siehe zum Beispiel Abschnitt „Botschaftsasyl“ im Artikel zum deutschen Asylrecht). Ganz anders werden Kontingentflüchtlinge behandelt: Sie durchlaufen kein Asyl- oder anderes Anerkennungsverfahren in Deutschland, sondern erhalten gleich bei der Ankunft eine Aufenthaltserlaubnis aus humanitären Gründen.
Im April 2015 erklärte die EU-Kommission, dass sie an einer neuen Migrationsstrategie arbeite, die eine engere Zusammenarbeit mit den nordafrikanischen Staaten vorsehe und beispielsweise eine Ausweitung von Resettlement-Programmen beinhalten könne.
Der Sondergipfel der EU am 23. April 2015 orientierte sich an einem zuvor veröffentlichten Zehn-Punkte-Plan. Dessen „Punkt 7“ beinhaltet ein „Pilotprojekt“, das weitgehend einem Resettlement-Programm entspricht.
Anfang Oktober 2015 wurde bekannt, dass die EU die Errichtung sechs neuer Flüchtlingslager für bis zu zwei Millionen Menschen in der Türkei plante. In der östlichen Ägäis sollten dann von der EU-Grenzschutzagentur Frontex koordinierte griechische und türkische Patrouillen gegen Schleuser vorgehen und Flüchtlinge in die Türkei zurückführen. Im Gegenzug sollten sich die EU-Staaten verpflichten, einen Teil der Flüchtlinge aufzunehmen. Diese Pläne mündeten in das EU-Türkei-Abkommen vom 18. März 2016.

### Zerstörung von Schlepperbooten
Die EU-Kommission stellte im April 2015 einen Zehn-Punkte-Plan als Reaktion auf die Flüchtlingstragödien im Mittelmeer vor. Dieser sah unter anderem vor, die finanziellen Mittel für die Seenotrettung und die Zahl der Schiffe zu erhöhen und Boote von Schleppern zu zerstören. Die Menschenrechtsorganisation Amnesty International (AI) wies darauf hin, dass Flüchtlinge in Libyen „regelmäßig ausgeraubt, gefoltert, entführt und sexuell missbraucht“ würden. AI verlangte eine bessere Seenotrettung und eine verstärkte Aufnahme von Flüchtlingen durch die EU.
EU-Außenbeauftragte Federica Mogherini warb am 11. Mai 2015 vor dem UN-Sicherheitsrat für ein robustes Mandat nach Kapitel VII der UN-Charta zur Zerstörung von Schlepperbooten.

### EU-Liste sicherer Herkunftsstaaten
Jahrelang wurde erfolglos versucht, eine gemeinsame Liste sicherer Herkunftsstaaten zu definieren. Im Jahr 2008 urteilte der Europäische Gerichtshof, dass der EU-Ministerrat ohne das Europäische Parlament nicht über eine solche Liste entscheiden könne; er erklärte dabei Art. 29 Abs. 1 und 2 und Art. 36 Abs. 3 der Richtlinie 2005/85/EG aus kompetenzrechtlichen Gründen für nichtig. Im Juli 2015 wurde, gefördert durch die Flüchtlingskrise, das Vorhaben, bei den sicheren Herkunftsländern zu gemeinsamen Einschätzungen zu gelangen, erneut aufgegriffen. Bisher (Stand: 9. September 2015) führen zwölf EU-Staaten (Belgien, Bulgarien, Deutschland, Frankreich, Irland, Lettland, Luxemburg, Malta, Österreich, Slowakei, Tschechische Republik, und Vereinigtes Königreich) eine Liste sicherer Herkunftsstaaten. Laut Zeitungsberichten vom Herbst 2015 sollten nach Plänen der EU-Kommission zunächst die Westbalkan-Staaten (Albanien, Bosnien und Herzegowina, Kosovo, Mazedonien, Montenegro, Serbien) und die Türkei zu sicheren Herkunftsländern erklärt werden, um so die Zuwanderung von dort zu erschweren. Die Einstufung der Westbalkanstaaten als Sichere Herkunftsstaaten geschah in Deutschland parlamentarisch 2016, Die Einstufung der Maghreb-Staaten (Marokko, Algerien und Tunesien) wird politisch seit 2016 von Parteien wie CDU, CSU, AfD, FDP und SPD gefordert, erhielt aber im Bundesrat keine parlamentarische Mehrheit, da die politischen Parteien Grüne und Linkspartei dies verhinderten.
2016 veröffentlichte die Agentur der Europäischen Union für Grundrechte (FRA) eine Stellungnahme dazu, welche Auswirkungen einer EU-Liste sicherer Herkunftsstaaten bezüglich der Grundrechte zu berücksichtigen sind. Darin führte sie bestimmte Garantien auf, die in diesem Zusammenhang für Menschen aus diesen Staaten zu gewährleisten sind.

### Asylverfahren
Im Juni 2023 einigten sich die EU-Innenminister darauf, künftig Schnellverfahren an den Außengrenzen für eine bestimmte Personengruppe durchzuführen. Diese beschleunigten Grenzverfahren sollen für Asylsuchende gelten, die aus Drittstaaten mit einer unionsweiten Anerkennungsquote von weniger als 20 Prozent kommen. Gleichzeitig wird die Debatte über eine vollständige Auslagerung des Asylverfahrens in Drittstaaten außerhalb der EU intensiv geführt. Eine wirksame Maßnahme gegen Sekundärmigration wäre die dauerhafte Zuständigkeit eines Mitgliedstaats für das Asylverfahren, um die Möglichkeit mehrfacher Asylanträge abzuschaffen.
Um irreguläre Einwanderung über das Mittelmeer zu verhindern, scheint derzeit kein Weg an Rückführungs- und Migrationsabkommen mit den südlichen Anrainerstaaten wie Marokko, Algerien, Tunesien und Libyen vorbeizuführen.
Das gemeinsame System der Asylverfahren kann nur reformiert werden, wenn mit den Herkunfts- und Transitländern kooperiert wird.

## Finanzierung
Das wichtigste Finanzierungsinstrument im Asylbereich ist der Asyl-, Migrations- und Integrationsfonds (AMIF). Die Mittel wurden im letzten langfristigen Haushalt der EU (2014–2020) von 3,31 Mrd. Euro auf 6,6 Mrd. Euro aufgestockt. Für den Zeitraum von 2021 bis 2027 wurden die Mittel auf 9,9 Mrd. Euro aufgestockt, welche die finanzielle Unterstützung von Mitgliedstaaten im Rahmen von Neuansiedlungen und Übernahmen auf Solidaritätsbasis einschließt. Andere EU-Förderinstrumente sind der Europäische Sozialfonds, der Europäische Hilfsfonds für die am stärksten benachteiligten Personen und der Europäische Fonds für regionale Entwicklung. Sie unterstützen die Integration von Flüchtlingen und Migranten, wobei der Anteil der dafür zugewiesenen Mittel in den Haushaltslinien nicht separat ausgewiesen wird und somit unklar ist.

## Kritik

### Vor 2015
Die Asyl- und Flüchtlingspolitik der Europäischen Union stand oft in der Kritik. Nichtregierungsorganisationen und Institutionen beklagten dabei, dass man sich nicht dem Schutz von, sondern dem Schutz vor Flüchtlingen verschrieben habe.
Der Hohe Flüchtlingskommissar der Vereinten Nationen äußerte sich 2009 besorgt über den Umgang europäischer Staaten mit Flüchtlingen und Migranten und hat zu einer Konferenz zu diesem Thema angeregt. Die Menschenrechtsorganisation Pro Asyl forderte gemeinsam mit anderen Organisationen (Amnesty international, AWO, Caritas und weiteren) im Juli 2009 eine „grundlegende Wende der EU-Flüchtlingspolitik“. Amnesty international berichtete mehrfach in seiner Zeitschrift „Amnesty Journal“ über die Situation von Flüchtlingen im Mittelmeerraum (vgl. auch Einwanderung über das Mittelmeer in die EU). Human Rights Watch schließlich veröffentlichte im September 2009 einen Bericht über den Umgang mit Flüchtlingen, Asylsuchenden und Migranten in Libyen.
2011 urteilte etwa der Europäische Gerichtshof, dass die Lebensbedingungen für Flüchtlinge in einem griechischen Lager „unmenschlich und erniedrigend“ seien, das griechische Asylverfahren „Mängel“ aufweise und der Staat Belgien einen afghanischen Kläger nicht dorthin hätte zurückschicken dürfen, obwohl der Asylbewerber dort zuerst die EU betreten hatte.

### Im Zuge der Flüchtlingskrise ab 2015
Nachdem im Zuge der Flüchtlingskrise in Europa ab 2015 Mitgliedsländer begannen, bei ihnen in die EU eingereiste Flüchtlinge nicht zu registrieren, um zu verhindern, dass sie bei einer Weiterreise in andere EU-Staaten zu ihnen zurückgeschickt werden können, war die Dublin-Verordnung faktisch nicht mehr wirksam. Die koordinierte Asyl- und Flüchtlingspolitik der EU war zusammengebrochen. Migrationsforscher Tim Hatton, der die Folgen untersucht hatte, stellte fest, dass eine derartig unkoordinierte Flüchtlingspolitik mit der Zeit dazu führt, dass Flüchtlinge weniger Schutz erhalten. Denn die Einzelstaaten würden in diesem Fall dazu neigen, ihr jeweiliges Schutzniveau im Vergleich zu anderen Staaten abzusenken, damit Flüchtlinge weiterziehen.
Die Kirchenaktivistin, konservative Politikerin und Politologin Janne Haaland Matlary folgerte, dass in der öffentlichen Debatte im Zuge der Flüchtlingskrise 2015, die von Nichtregierungsorganisationen und Juristen dominiert wurde, kein westeuropäischer Politiker den Mut besessen habe, das europäische Asylsystem mit seinem Zutrittsrecht für jeden Asylbewerber für unhaltbar zu erklären. Die politisch Verantwortlichen hätten unter dem Eindruck der Einschätzungen der Juristen wie betäubt gewirkt und man habe nicht mehr das Problem angehen wollen, sondern nur noch versucht, möglichst ethischer als der nächste Kollege zu wirken. Matlary verdeutlichte das Dilemma der EU-Asylpolitik als Pull-Faktor – während kaum Arbeitsmigration in die EU benötigt wird, würde über das Asylrecht dennoch zunächst den potentiellen Migranten ein Aufenthalt in der EU ermöglicht. Selbst wenn ein Schutzantrag dann abgelehnt würde, sei die Gefahr einer Abschiebung gering. Da sich die Verantwortlichen in der EU aber nicht trauten, das Asylrecht zu verschärfen, die hohen Zuzugszahlen von Schutzsuchenden aber nicht mehr vertretbar waren, entschieden sie sich, die Grenzsicherung an Drittstaaten „auszulagern“. Dazu wurden entsprechende Vereinbarungen 2016 mit der Türkei, 2017 mit Libyen und schließlich mit weiteren Fraktionen südlich von Libyen geschlossen. Die EU habe sich, so Matlary, einer Form von Erpressung durch diese Staaten und Gruppen ausgeliefert, nur weil die Verantwortlichen die eigenen Schengen-Außengrenzen nicht schließen wollten. Lediglich „verachtete“ Außenseiter wie Ungarn hätten ihre Grenzen selbst geschlossen, während der Rest die Frage lieber gegen Bezahlung auslagerte.
Der Migrationsforscher Ruud Koopmans kritisiert die europäische Asylpolitik als tödlichstes Migrationsregime der Welt scharf. Es sei eine Lotterie, bei der nicht die schutzwürdigsten kommen, sondern in erster Linie junge Männer, welche in den Aufnahmegesellschaften zu erheblichen Integrationsproblemen und Sicherheitsrisiken führen. Er fordert nach australischem Vorbild die irreguläre Migration durch reguläre zu ersetzen. Hierzu sollten Koopmans zufolge Abkommen mit Drittstaaten wie beispielsweise Albanien, Tunesien oder Senegal abgeschlossen werden, um dort Asylverfahren durchzuführen. Eine Überforderung dieser Drittstaaten sei aufgrund der australischen Erfahrung nicht zu erwarten.

## Asylpolitik der Mitgliedstaaten

### Deutschland
Begehrt ein Ausländer im Bundesgebiet Asyl, sei es mit einem Antrag auf internationalen Schutz nach der Richtlinie 2011/95/EU, sei es, um gem. Art. 16a GG politisches Asyl zu beantragen, sind nicht die allgemeinen Regelungen des Aufenthaltsgesetzes anwendbar, sondern die speziellen des Asylrechts, insbesondere die des Asylgesetzes (§ 1 AsylG).